# Eisenbahnunfall von Kaitaichi

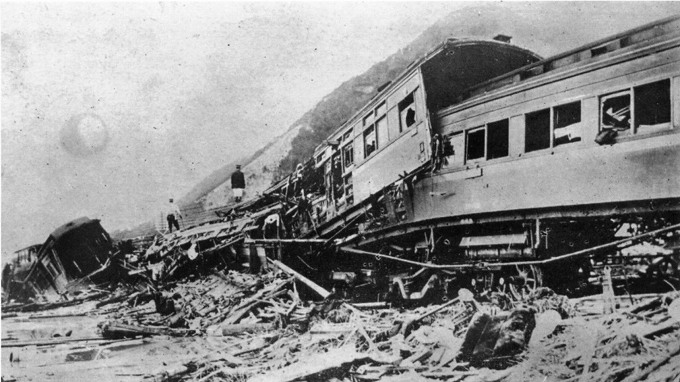
Ineinandergeschobene Wagen des Unglückszuges

Bei dem Eisenbahnunfall von Kaitaichi (japanisch 山陽線特急列車脱線事故, San’yō-sen tokkyū ressha dassen jiko) entgleiste am 23. September 1926 zwischen den Bahnhöfen Kaitaichi und Akinakano in der Präfektur Hiroshima der Schnellzug Nr. 1 der Japanischen Staatsbahn (JNR) in einem Taifun. 34 Menschen starben. 

## Ausgangslage
Durch anhaltende Regenfälle war es im September 1926 in ganz Japan verbreitet zu Hochwasser und Sturmschäden gekommen.
Um 9:30 Uhr verließ der Zug „Nr. 1“ den Bahnhof Tokio in Richtung Shimonoseki. Er war über die Fährverbindung Shimonoseki–Pusan (関釜連絡船, Kampu renrakusen) Teil einer interkontinentalen Verbindung zwischen Europa und Tokio. Damit war der Zug einer der prestigeträchtigsten der JNR, den auch viele bekannte Persönlichkeiten der damaligen Zeit nutzten. Der Zug bestand aus einer Dampflokomotive des Typs 18900 (die spätere Lokomotive der Baureihe C51) mit der Nr. 28977 und elf Schnellzugwagen des Typs 22000 und 28400, die überwiegend noch aus Holz gebaut waren. Der Zug verließ den Unterwegsbahnhof Itozaki um 13:46 Uhr in Richtung Hiroshima und erreichte den Bahnhof Akinakano um 15:28 Uhr mit drei Minuten Verspätung.
Der Zug verkehrte auf der San’yō-Strecke, einer Hauptbahn, die regelmäßig inspiziert wurde.

## Unfallhergang

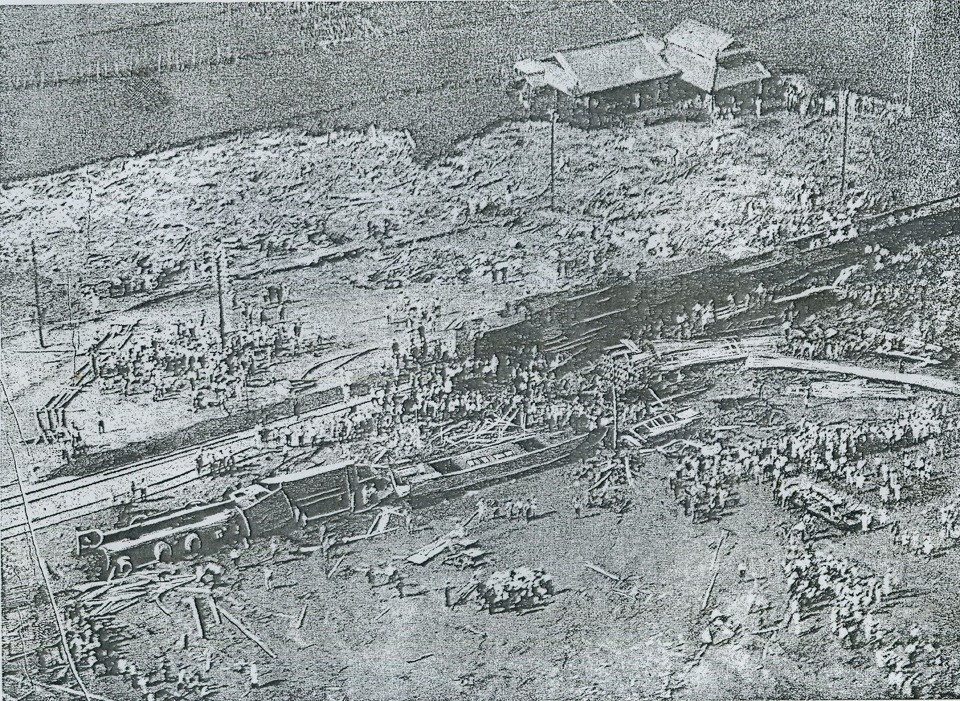
Luftaufnahme vom Unglücksort aus der Ōsaka Ausgabe der Asahi Shimbun

Durch einen Wolkenbruch und die dadurch verursachten Probleme des Wasserabflusses wurde im Landkreis Aki (heute: Stadtteil von Hiroshima) ein Bahndamm der San’yō-Strecke durch den Fluss Hataga (畑賀川), ein Nebenfluss des Seno (瀬野川), zunächst unter- und dann weggespült. Für die extreme Wetterlage erwiesen sich die Abstände zwischen den Inspektionsgängen als nicht dicht genug und es bestand seitens der Bahn auch keine Planung, den Eisenbahnbetrieb an die extreme Wetterlage anzupassen. Kurz nachdem der Zug den Bahnhof Akinakano um 15:28 Uhr durchfahren hatte, meldete das Inspektionspersonal auf der Strecke die Beschädigungen des Bahndamms. Da der Zug den Bahnhof bereits durchfahren hatte, konnte er nicht mehr aufgehalten werden. Er fuhr in die durch den weggespülten Bahndamm entstandene Gleislücke hinein, entgleiste und stürzte um. Da die Wagen überwiegend aus Holz bestanden, wurden sie dabei weitgehend zertrümmert. Obgleich das Inspektionspersonal vor Ort Hilfe leistete, starben zahlreiche Menschen, darunter auch der 45 Jahre alte Bürgermeister von Kagoshima, Atsushi Ueno? (上野 篤), ein 50 Jahre alter Norweger der Walfangfirma Tōyō, der Vorsteher der Methodistengemeinde in Japan, Angehörige der Marine u. a. Unter den Verletzten befanden sich Generalmajor Terauchi Hisaichi und Andō Nararoku (1900–1984), Ehrenpräsident der Odakyū Dentetsu.

## Folgen

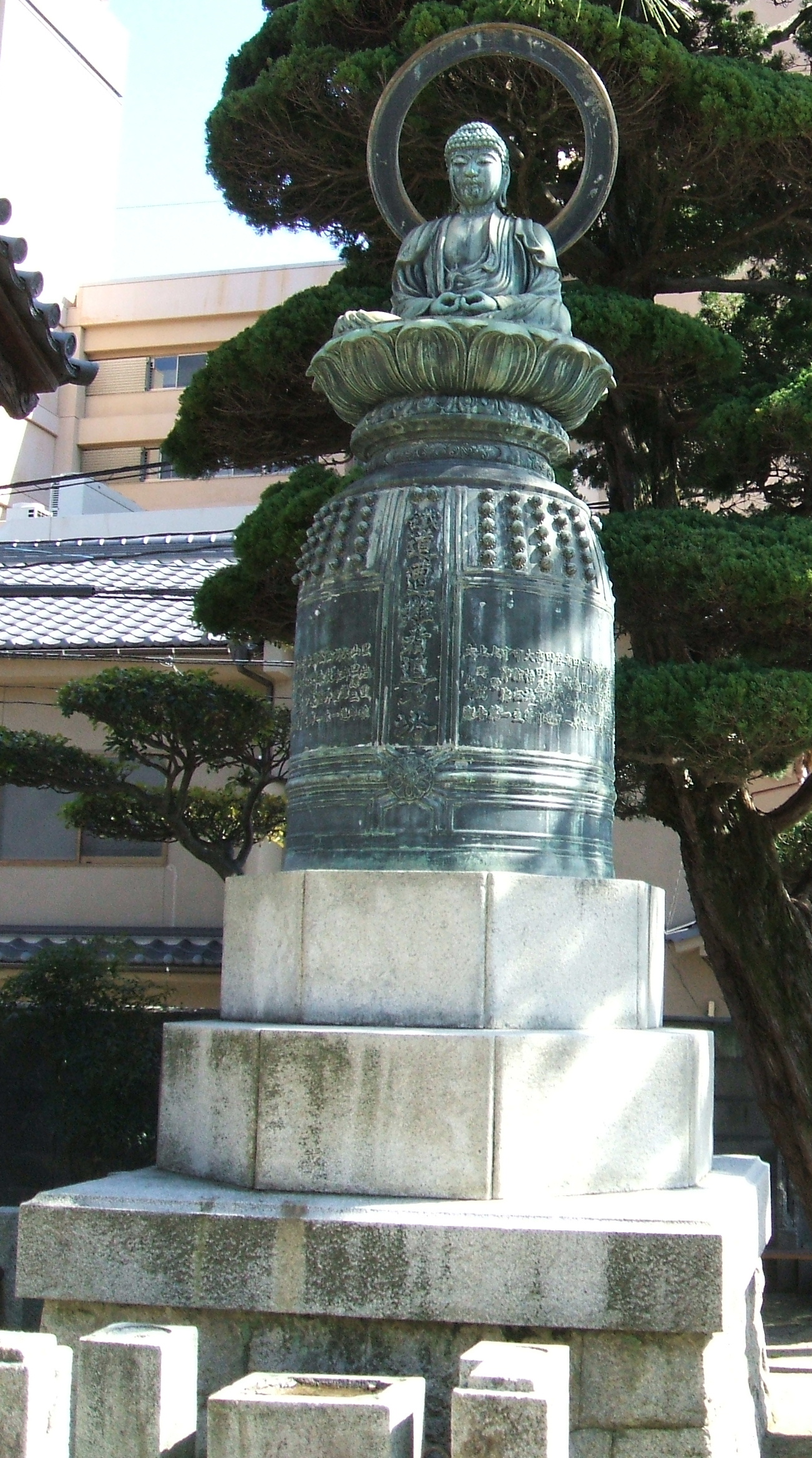
Kenotaph zur Erinnerung an das Unglück

34 Menschen starben, 39 weitere wurden verletzt. Der Unfall erregte weltweit große Aufmerksamkeit, weil er Teil einer internationalen Verbindung war und einen der führenden Schnellzüge Japans betraf. Die öffentliche Kritik an den Umständen, die zu dem Unfall geführt hatten, war deshalb besonders groß. Zur Erinnerung an die Opfer des Unfalls wurde auf dem Bahnhofsgelände von Akinakano eine buddhistische Gebetsstätte (専念寺) errichtet. Dort befindet sich auch eine steinerne Buddhastatue, in deren Sockel die Namen der Opfer eingraviert sind.
In der Folge wurden Personenwagen bei der Japanischen Staatsbahn ab 1927 nur noch als Stahlkonstruktionen gebaut.